# PlanetMath
PlanetMath é uma enciclopédia online, livre e colaborativa de matemática. A ênfase é sobre revisão por pares, rigor, pedagogia, conteúdo em tempo real, correlacionados com outros e guiado pela comunidade. O projeto se localiza na Biblioteca Digital do Laboratório de Pesquisa no Virginia Tech.
PlanetMath iniciou quando a popular enciclopédia MathWorld foi fechada devido a ordens da corte estadunidense como resultado do pedido da CRC Press contra seu autor Eric Weisstein e a companhia Wolfram Research.
PlanetMath utiliza a mesma licença copyleft GFDL que a Wikipédia. Todo o conteúdo é escrito em LaTeX. O usuário pode escolher entre criar os enlaces de forma automática ou permitir que o sistema converta certas palavras em ligações que apontem para outros artigos. O tema de cada artígos é classificado conforme o sistema da American Mathematical Society.
Os usuários podem anexar erratas, discussões ou mensagens nos artigos, existindo também um sistema de mensagens privados entre usuários.
O software sobre o qual roda o PlanetMath se chama Noösphere que é escrito em perl e funciona com o servidor Apache em Linux, estando sob a licença BSD.